# موتیو آدیپوجو
موتیو آدیپوجو (انگلیسی: Mutiu Adepoju؛ زادهٔ ۲۲ دسامبر ۱۹۷۰) یک بازیکن فوتبال اهل نیجریه است.
از باشگاه‌هایی که در آن بازی کرده‌است می‌توان به باشگاه فوتبال الاتحاد عربستان سعودی، ریسینگ سانتاندر، رئال مادرید کاستیا، و رئال سوسیداد اشاره کرد.
وی همچنین در تیم‌های ملی فوتبال نیجریه بازی کرده‌است.